# Liopropoma olneyi
Liopropoma olneyi là một loài cá biển thuộc chi Liopropoma trong họ Cá mú. Loài này được mô tả lần đầu tiên vào năm 2014.

## Phân bố và môi trường sống
L. olneyi có phạm vi phân bố nhỏ hẹp ở Tây Đại Tây Dương. Loài này chỉ được biết đến qua 8 mẫu vật trưởng thành được thu thập tại Curacao, nằm ở phía nam biển Caribe. Hai mẫu vật cá con đã được tìm thấy tại eo biển Florida và vịnh Mexico, nhưng không rõ là có một quần thể L. olneyi ở tại vị trí này hay chúng chỉ là những cá thể lang thang. Phạm vi phân bố của nó có thể chưa được khảo sát kỹ. L. olneyi sống đơn độc xung quanh các rạn san hô và đá ngầm ở độ sâu khoảng từ 123 đến 220 m.

## Mô tả
L. olneyi có chiều dài cơ thể tối đa được ghi nhận là 9 cm. Đỉnh đầu màu hồng cam sẫm; gáy màu vàng, phần còn lại màu trắng, ngoại trừ dải sọc vàng từ mõm, băng qua mắt đến mang. Mống mắt màu trắng. Nửa thân trên có màu vàng, bên dưới màu trắng (hồng nhạt dọc theo phần trên của vùng trắng). Thân và đuôi có nhiều chấm vàng rải rác. Vây lưng, đuôi và vây hậu môn màu vàng; vây bụng màu trắng với phần trước màu vàng; vây ngực trong suốt. Cá con tương tự như cá trưởng thành, nhưng thân trên lại có màu hồng cam (phía sau là màu vàng).
Số gai ở vây lưng: 9; Số tia vây mềm ở vây lưng: 11; Số gai ở vây hậu môn: 3; Số tia vây mềm ở vây hậu môn: 8.